# Swedeflight
Swedeflight är ett svenskt flygföretag som ingår i Eastair-koncernen. Företaget bedriver taxiflyg och fraktflyg inom Europa med flygplanstyperna Piper Chieftain, Learjet 35, Hawker 400 och Cessna Citation. Swedeflight har sin bas på Säve flygplats i Göteborg.